# Саркопенија
Саркопеније је постепени губитак мишићне масе, снаге и функције, који обично погађа старију популацију и сматра се да се јавља због старења. Саркопенија може у великој мери утицати на  квалитет живота јер смањујући способност обављања свакодневних задатка може довести до губитка независности и наметнути потребу за дуготрајном негом.
Саркопенија утиче на мишићно-скелетни систем и главни је фактор повећане слабости, падова и прелома, што често резултује хоспитализацијама и операцијама и повећаним ризиком  од компликација укључујући и смрт.
Саркопенија, у стању званом саркопенска гојазност, такође може утицати на људе са високим индексом телесне масе (БМИ), који због гојазности имају већи ризик за компликације него само са гојазношћу или само са саркопенијом.

## Епидемиологија
Преваленција саркопеније која зависи од дефиниције која се користи у свакој епидемиолошкој студији код 60-70-годишњака је пријављена као 5-13%, док се преваленца креће од 11 до 50% код особа >80 година. Број људи широм света старости ≥60 година процењен је на 600 милиона у 2000. години, што се очекује да ће порасти на 1,2 милијарде до 2025. и 2 милијарде до 2050. године. Чак и уз конзервативну процену преваленције, саркопенија погађа >50 милиона људи данас и погодиће >200 милиона у наредних 40 година.
Утицај саркопеније на старије људе је далекосежан кроз њен утицај  у смислу морбидитета, инвалидитета, високих трошкова здравствене заштите и морталитета.
Пошто су последице саркопеније код старијих људи озбиљне и мењају живот, здравствени радници свуда су пред изазовом да раде заједно како би наше све веће знање претворили у акције које ће побољшати здравље и благостање милиона старијих људи широм света.

## Етиологија
Најчешћи узрок саркопеније је природни процес старења. Постепени губитак мишићну масе и снаге почиње негде у 30-им или 40-им годинама, израженији процес почиње између 65. и 80. године. Стопе варирају, и крећу се до 8% губитка мишићне масе сваке деценије. Иако сви временом губимо мишићну масу, код људи са саркопенијом је губитак много бржи.
Иако је старење доминантан фактор, истраживачи су открили и друге могуће факторе ризика за саркопенију, који укључују:
- физичку неактивност.
- гојазност.
- хроничне болести као што су хронична опструктивна плућна болест (ХОБП), болест бубрега, дијабетес, рак и ХИВ.
- реуматоидни артритис.
- инсулинска резистенција.
- смањење нивоа хормона.
- неухрањеност или неадекватан унос протеина.
- смањење способности да се претворе протеини у енергију.
- смањење броја нервних ћелија које шаљу поруке из  мозга ммишићима приморавајучи их да се крећу.

### Категорије и стадијуми саркопеније
Саркопенија је стање са многим узроцима и различитим исходима. Док се саркопенија углавном примећује код старијих људи, може се развити и код млађих одраслих, као што је случај са деменцијом и остеопорозом. Код неких појединаца може се идентификовати јасан и јединствен узрок саркопеније. У другим случајевима, ниједан очигледан узрок се не може изоловати. Дакле, категорије примарне саркопеније и секундарне саркопеније могу бити корисне у клиничкој пракси. 
Саркопенију се може сматрати „примарном“ (или повезаном са узрастом) када ниједан други узрок није очигледан осим самог старења, док се саркопенија може сматрати „секундарном“ када је евидентан један или више других узрока.  
|                                    | Примери |
| ---------------------------------- | --- |
| Примарна саркопенија               | |
| Саркопенија повезана са узрастом   | Ниједан други узрок осим старења није евидентан |
| Секундарна саркопенија             | |
| Саркопенија повезана са активношћу | Може бити резултат мировања у кревету, седентарног начина живота, декондиционирања или услова нулте гравитације                                                      |
| Саркопенија повезана са болешћу    | Повезана са узнапредовалом инсуфицијенцијом органа (срце, плућа, јетра, бубрези, мозак), инфламаторном болешћу, малигнитетом или ендокрином болешћу                  |
| Саркопенија повезана са исхраном   | Резултат је неадекватног уноса енергије и/или протеина исхраном, као код малапсорпције, гастроинтестиналних поремећаја или употребе лекова који изазивају анорексију |

Код многих старијих људи, етиологија саркопеније је мултифакторска, тако да можда није могуће окарактерисати сваког појединца као примарно или секундарно стање. Ова ситуација је у складу са препознавањем саркопеније као вишеструког геријатријског синдрома.
Стадирање саркопеније, које одражава озбиљност стања, је концепт који може помоћи у вођењу клиничког управљања стањем. European Working Group on Sarcopenia in Older People (EWGSOP)  предлаже концептуалне фазе као што су „пресаркопенија“, „саркопенија“ и „тешка саркопенија“ (види доњу табелу).
| Стадијум          | Мишићна маса | Мишићна снага | Перформансе |
| ----------------- | ------------ | ------------- | ----------- |
| Пресаркопенија    | ↓            |               |             |
| Саркопенија       | ↓            | ↓             | ↓           |
| Тешка саркопенија | ↓            | ↓             | ↓           |

Фазу пресаркопеније  карактерише ниска мишићна маса без утицаја на снагу мишића или физичке перформансе. Ова фаза се може идентификовати само техникама које прецизно мере мишићну масу иу односу на стандардне популације. 
Фазу  саркопеније карактерише ниска мишићна маса, плус ниска мишићна снага или ниска физичка перформанса. 
Фаза тешке саркопеније настаја када су испуњена сва три критеријума из дефиниције (ниска мишићна маса, ниска мишићна снага и ниска физичка перформанса). 
Препознавање фаза саркопеније може помоћи у одабиру третмана и постављању одговарајућих циљева опоравка. Постављање дихагнозе може такође подржати дизајн истраживачких студија које се фокусирају на одређену фазу или на промене фазе током времена.

## Саркопенија и други синдроми
Саркопенија се јавља код других синдрома повезаних са израженим губитком мишића. Главни разлог за разликовање између њих је подстицање истраживања механизама саркопеније повезаних са узрастом и усмеравање циљане и одговарајуће терапије за сваки од њих.

### Кахексија
Кахексија  је широко препозната код старијих одраслих као тешко исцрпљивање које прати болесна стања као што су рак, конгестивна кардиомиопатија и завршна болест бубрега.
Кахексија је недавно дефинисана као сложен метаболички синдром повезан са основном болешћу и карактерисан губитак мишића са или без губитка масних наслага. Кахексија је често повезана са упалом, инсулинском резистенцијом, анорексијом и повећаном разградњом мишићних протеина.
Већина кахектичних појединаца су саркопенични, али већина саркопеничних појединаца се не сматрају кахектичнима. Саркопенија је један од елемената предложене дефиниције кахексије.
Недавно је EWGSOP једно од друштава која подржава саркопенију, објавиоло консензус који проширује дефиницију кахексије и идентификује релевантна питања о томе како разликовати кахексију и саркопенију.

### Синдром слабости
Синдром слабости је геријатријски синдром који настаје као резултат кумулативног опадања у вишеструким физиолошким системима у вези са годинама, са оштећеном хомеостатском резервом и смањеним капацитетом организма да издржи стрес, чиме се повећава рањивост на штетне здравствене исходе укључујући падове, хоспитализацију, институционализацију и смртност. Фенотипска дефиниција слабости заснована је на физичким аспектима који се лако могу идентификовати, на основу три или више од следећих карактеристика које подржавају дијагнозу слабости: ненамерни губитак тежине, исцрпљеност, слабост, спора брзина хода и ниска физичка активност.
Синдром слабости  и саркопенија се преклапају; већина старијих људи са синдромом слабости показује саркопенију, а неки старији људи са саркопенијом су такође са знацима синдром слабости. Општи концепт слабости, међутим, превазилази физичке факторе и обухвата и психолошке и социјалне димензије, укључујући когнитивни статус, социјалну подршку и друге факторе животне средине.

### Саркопенична гојазност
У стањима као што су малигнитет, реуматоидни артритис и старење, немасна телесна маса се губи, док се масна маса може сачувати или чак повећати. Ово стање се назива саркопенска гојазност, па је однос између смањења мишићне масе и снаге у вези са узрастом често независан од телесне масе. Дуго се сматрало да је губитак тежине повезан са годинама, заједно са губитком мишићне масе, у великој мери одговоран за слабост мишића код старијих људи. Међутим, сада је јасно да су важне и промене у саставу мишића, нпр. „мраморирање“, или инфилтрација масти у мишиће, смањује квалитет мишића и радни учинак.

## Терапија у истраживању
Док смањена покретљивост и функционалност све више преовлађују код старијих људи, само неколико клиничких испитивања је у току како би се тестирали потенцијални третмани саркопеније. Одсуство стандардизованих примарних исхода је велики изазов за дизајн таквих студија. За интервентна испитивања, EWGSOP тренутно препоручује три примарне варијабле исхода:
- мишићну масу,
- мишићну снагу,
- физичке перформансе.

Други исходи се могу сматрати секундарним и од посебног интереса у специфичним областима истраживања и интервентним испитивањима.
За сваки од ових исхода може се измерити једна или више варијабли. Избор мерних алата за истраживачке студије зависиће од доступности, приступа подацима за релевантне референтне популације (узимајући у обзир старост, пол и етничку припадност), врсте студије (лонгитудинално наспрам попречног пресека), циља студије и новчане трошкове.
Питања на која треба одговорити у истраживањима:
- Која је улога исхране у превенцији и лечењу саркопеније повезане са узрастом?
- Које количине макронутријената су потребне старијим особама са саркопенијом или у опасности од њих, посебно протеини и специфичне аминокиселине?
- Који микронутријенти, нпр. витамин Д, игра важну улогу у заштити и изградњи чисте телесне масе?
- Да ли време за унос оброка и/или дијететских суплемената чини разлику?
- Која је улога физичке активности у превенцији и лечењу саркопеније код старијих особа?
- Које вежбе су најприкладније и најефикасније за старије људе?
- Како се старијим људима може омогућити да се више баве физичким активностима?
- За људе који имају изражена физичка ограничења, постоје ли алтернативе традиционалним програмима вежбања?
- Како се могу комбиновати режими исхране и вежбања за превенцију лечења саркопеније?
- Да ли неки специфични лекови имају довољну подршку засновану на доказима за лечење саркопеније, а ако не, који су тренутно лекови кандидати?
- Који дизајн студија и мере исхода ће бити прихватљиви за обележавање лекова?